# Carol Hanisch
Carol Hanisch (Iowa, 1942) è un'attivista e saggista statunitense, femminista radicale e importante membro di New York Radical Women e di Redstockings.
È nota per aver reso popolare la frase "il personale è politico" in un saggio del 1969 con lo stesso nome. Ha anche concepito la protesta di Miss America del 1968 ed è stata una delle quattro donne che hanno appeso uno stendardo di liberazione femminile sul balcone del concorso di Miss America, interrompendo la cerimonia.

## Primi anni di vita
Hanisch è nata e cresciuta in una piccola fattoria nelle zone rurali dell'Iowa, e ha lavorato come reporter in un'agenzia di stampa a Des Moines prima di partire per unirsi al Ministero Delta nel Mississippi nel 1965, ispirato ai rapporti di Freedom Summer dell'anno prima. Lì incontrò i cofondatori del Southern Conference Education Fund (SCEF), Anne Braden e il marito Carl Braden, che la assunsero per dirigere l'ufficio SCEF di New York.

## Attivismo e scrittura femminista
All'inizio del 1968, Hanisch aveva concesso gli uffici dello SCEF per le riunioni settimanali del New York Radical Women, e rimase la loro base fino a quando il gruppo non si sciolse nei primi anni '70.
Hanisch è cofondatrice e co-editrice con Kathy Scarbrough di Meeting Ground online, la terza versione di "Meeting Ground". La dichiarazione di intenti del 1977 si definisce come "un luogo per elaborare idee su teoria, strategia e tattiche per il movimento di liberazione delle donne e per il movimento radicale generale di uomini e donne che lavorano".
Nel 2013 Hanish, insieme a Scarbrough, Ti-Grace Atkinson e Kathie Sarachild, ha dato avvio a "Il discorso proibito: il silenzio del critico femminista di 'genere' ", che hanno descritto come "una dichiarazione aperta da 48 femministe radicali di sette paesi". Nell'agosto 2014 Michelle Goldberg ne Il New Yorker lo ha descritto come espressione del loro "allarme" per "minacce e attacchi, alcuni dei quali fisici, su individui e organizzazioni che osano sfidare il concetto di genere attualmente di moda".